# Hultafors
Hultafors est une localité de la commune de Bollebygd dans le comté de Västra Götaland en Suède.
Sa population était de 321 habitants en 2019.